# Moshe Ninio
Pour les articles homonymes, voir Ninio.
Moshe Ninio, né en 1953 à Tel Aviv (Israël), est un photographe et artiste plasticien franco-israélien.

## Biographie
Moshe Ninio vit à Paris.

## Expositions (sélection)
- 1992 : documenta IX, Kassel
- 1993 : Makom: zeitgenössische Kunst aus Israel, Museum Moderner Kunst Stiftung Ludwig Wien, Vienne
- 1998 : Moshe Ninio, Stedelijk Museum voor Actuele Kunst, Gand (solo)
- 2008 : Check-Post - L'art en Israël dans les années 1980, Haifa Museum of Art (en), Haifa
- 2011 : Moshe Ninio, Haim Steinbach et Christopher Williams (de), Galerie Dvir, Tel Aviv [3]
- 2014 : Unstable Places: Nouveau dans l'art contemporain, Musée d'Israël à Jérusalem
- 2015 : Moshe Ninio: Rainbow Rug, Musée d'art de Santa Monica (en), Santa Monica (solo)
- 2016 : Cher (e) s Ami (e) s: Hommage aux donateurs des collections contemporaines Centre Georges-Pompidou, Paris